# 乔治·M·比布
乔治·莫蒂默·比布（英語：George Mortime Bibb，1776年10月30日—1859年4月14日），美国政治家，美国民主党人，曾任美国参议院议员（1811年-1814年、1829年-1835年）和美国财政部长（1844年-1845年）。
| 前任： 约翰·坎菲尔德·斯潘塞 | 美国财政部长 1844年 - 1845年 | 繼任： 罗伯特·J·沃克 |